# Peter Goddard (Physiker)
Peter Goddard (* 3. September 1945 in England) ist ein britischer theoretischer Physiker, der sich mit Elementarteilchenphysik beschäftigt.
Goddard studierte an der Universität Cambridge Mathematik und theoretische Physik, wo er 1966 seinen Bachelor-Abschluss und 1967 seinen Master-Abschluss unter John Polkinghorne machte. Danach war er Research Fellow am Trinity College, unterbrochen von einem Aufenthalt 1970 bis 1972 am CERN. 1971 promovierte er in Cambridge (und 1996 erhielt er auch einen D.Sc. der Universität Cambridge). Ab 1972 war er Lecturer für angewandte Mathematik an der Universität Durham und ab 1975 in Cambridge, wo er Fellow des St. John’s College wurde. Ab 1980 war er Tutor und ab 1983 Senior Tutor am St. John’s College. 1989 wurde er in die Royal Society gewählt und wurde Reader in mathematischer Physik in Cambridge. 1992 wurde er in Cambridge Professor und 1994 Master des St. John’s College. Seit 1994 ist er Senior Fellow des Isaac Newton Institute for Mathematical Sciences in Cambridge, an dessen Gründung 1992 er wesentlich beteiligt war und dessen erster geschäftsführender Direktor (Deputy Director) er 1991 bis 1994 war. Er war Gastprofessor am Lawrence Berkeley National Laboratory, der University of California, Santa Barbara, dem Tata Institute of Fundamental Research, dem Imperial College in London und am IHES. 1974 und 1988 war er am Institute for Advanced Study in Princeton, dessen Direktor er 2004 wurde.
Goddard beschäftigte sich schon ab Anfang der 1970er Jahre mit Stringtheorie. Ab 1976 arbeitete er mit David Olive und C. Montonen über die Theorie magnetischer Monopole und ihre (elektro-magnetischen) Dualitäten. Dieses Dualitäts-Konzept wurde später in der „zweiten Superstring-Revolution“ in den 1990er Jahren wichtig. Mit Olive untersuchte er auch in den 1980er Jahren Darstellungen unendlich dimensionaler (Kac-Moody- und Virasoro-) Algebren im Rahmen der Stringtheorie. Dabei arbeitete er unter anderem mit Louise Dolan zusammen.
Goddard ist Fellow der Royal Society in London. 1997 erhielt er David Olive die Dirac-Medaille (ICTP). 2008 war er Präsident der London Mathematical Society. 2002 wurde er Commander of the British Empire. 

## Schriften
- mit Olive (Herausgeber): Kac-Moody and Virasoro Algebras. A reprint volume for physicists. World Scientific 1988